# FK Niżny Nowogród (2007–2012)
FK Niżny Nowogród (ros. ФК Нижний Новгород) – rosyjski klub piłkarski z siedzibą w Niżnym Nowogrodzie w europejskiej części Rosji; istniejący w latach 2007–2012.

## Historia
Chronologia nazw
- styczeń-maj 2007: FK Niżny Nowogród (ФК «Нижний Новгород»)
- maj-grudzień 2007: FK Niżny Nowogród-Wołga-D («Нижний Новгород-Волга-Д»)
- grudzień 2007-lato 2012: FK Niżny Nowogród (ФК «Нижний Новгород»)

Założony w styczniu 2007 na bazie drużyny amatorskiej Tiełma-Wodnik Niżny Nowogród. 
11 maja 2007 podpisano umowę o współpracy klubów FK Niżny Nowogród i Wołga Niżny Nowogród w wyniku czego drużyna otrzymała nazwę FK Niżny Nowogród-Wołga-D. Po zakończeniu sezonu 2007 klub awansował do rosyjskiej drugiej dywizji. W grudniu 2007 klub powrócił do pierwotnej nazwy FK Niżny Nowogród. Trenować klub zaproszono znanych trenerów Dmitrija Kuzniecowa a w lutym 2008 Ilja Cymbalara. Klub zajął 3. miejsce w swojej grupie ale w związku z odmową niektórych klubów kontynuować rozgrywki w Pierwszej dywizji otrzymał propozycję awansu i od sezonu 2009 klub występował w Pierwszej dywizji.
W 2012 roku klub de facto przestał istnieć po fuzji z Wołgą NN, z zachowaniem nazwy Wołgi.

## Osiągnięcia
- 3. miejsce w Pierwszej Dywizji: 2010, 2012